# Akhmatova
Akhmatova (título original en francés; en español, Ajmátova) es una ópera francesa con música de Bruno Mantovani y libreto de Christophe Ghristi, basado en la vida de la poeta rusa Anna Ajmátova (1889-1966). Se estrenó el 28 de marzo de 2011, en la Ópera de la Bastilla de París, con puesta en escena de Nicolas Joël, director de la Ópera de París.

## Reparto
En el estreno mundial los papeles fueron interpretados de la siguiente manera:
- Janina Baechle: Anna Ajmátova
- Atilla Kiss: Lev Gumiliov (hijo de Nikolái Gumiliov y Anna Ajmátova)
- Lionel Peintre: Nikolái Punin
- Varduhi Abrahamyan: Lidia Chukóvskaya
- Valérie Condoluci: Faína Ranévskaya